# 折多山

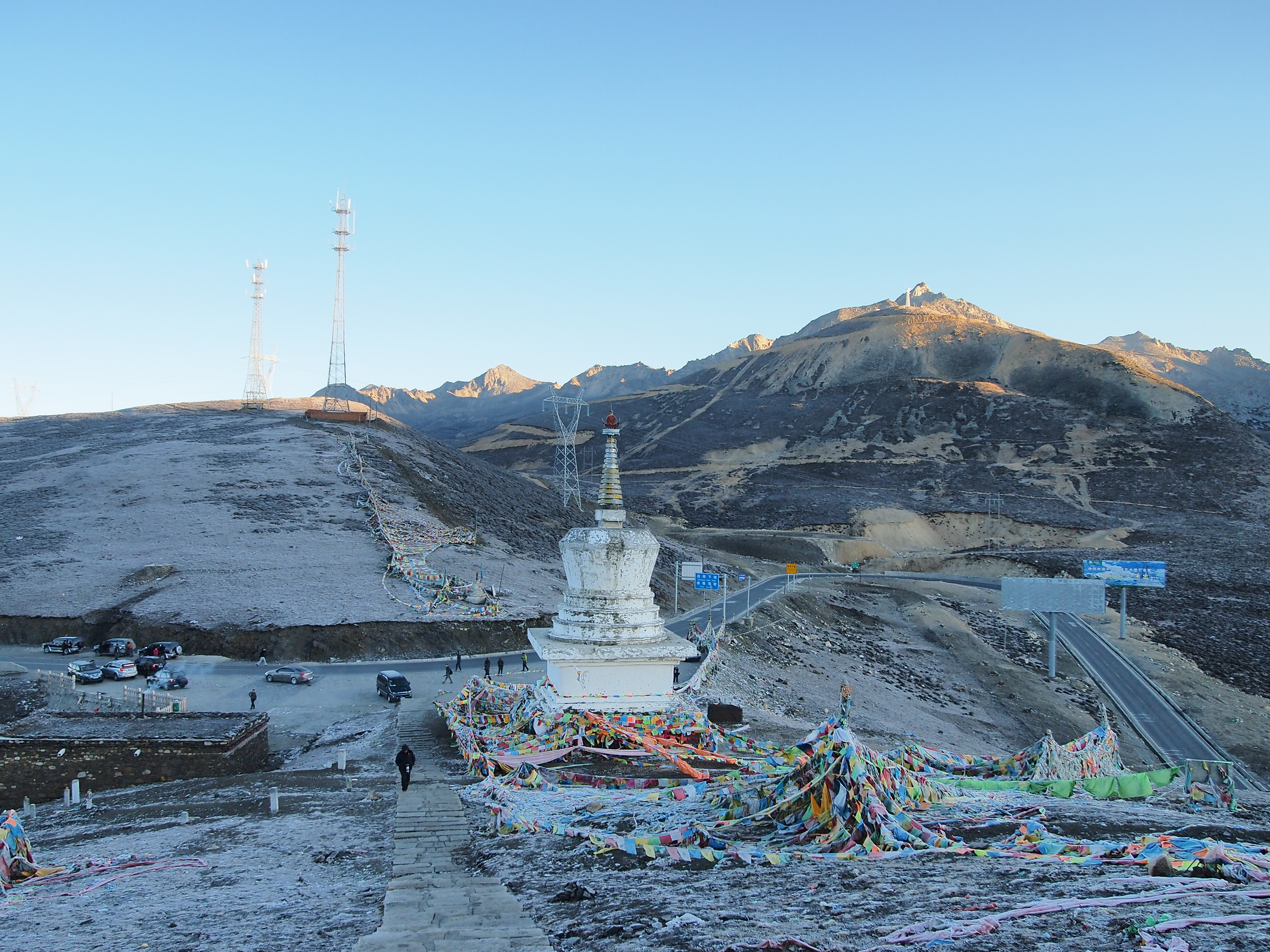
折多山口

折多山（羅馬化：rgyu la kha）属大雪山山脉中段贡嘎山余脉，雄峙于四川盆地西缘，是大渡河、雅砻江流域的分水岭，也是汉藏文化的分界线，折多山以西为传统意义上的康巴藏区。川藏公路盘山翻越的折多山口（羅馬化：rgyu la ri wo）海拔4298米，是川藏南线上第一个需要翻越的4000米以上的高山垭口，素有“康巴第一关”之称。